# Metro v Ciudad de México

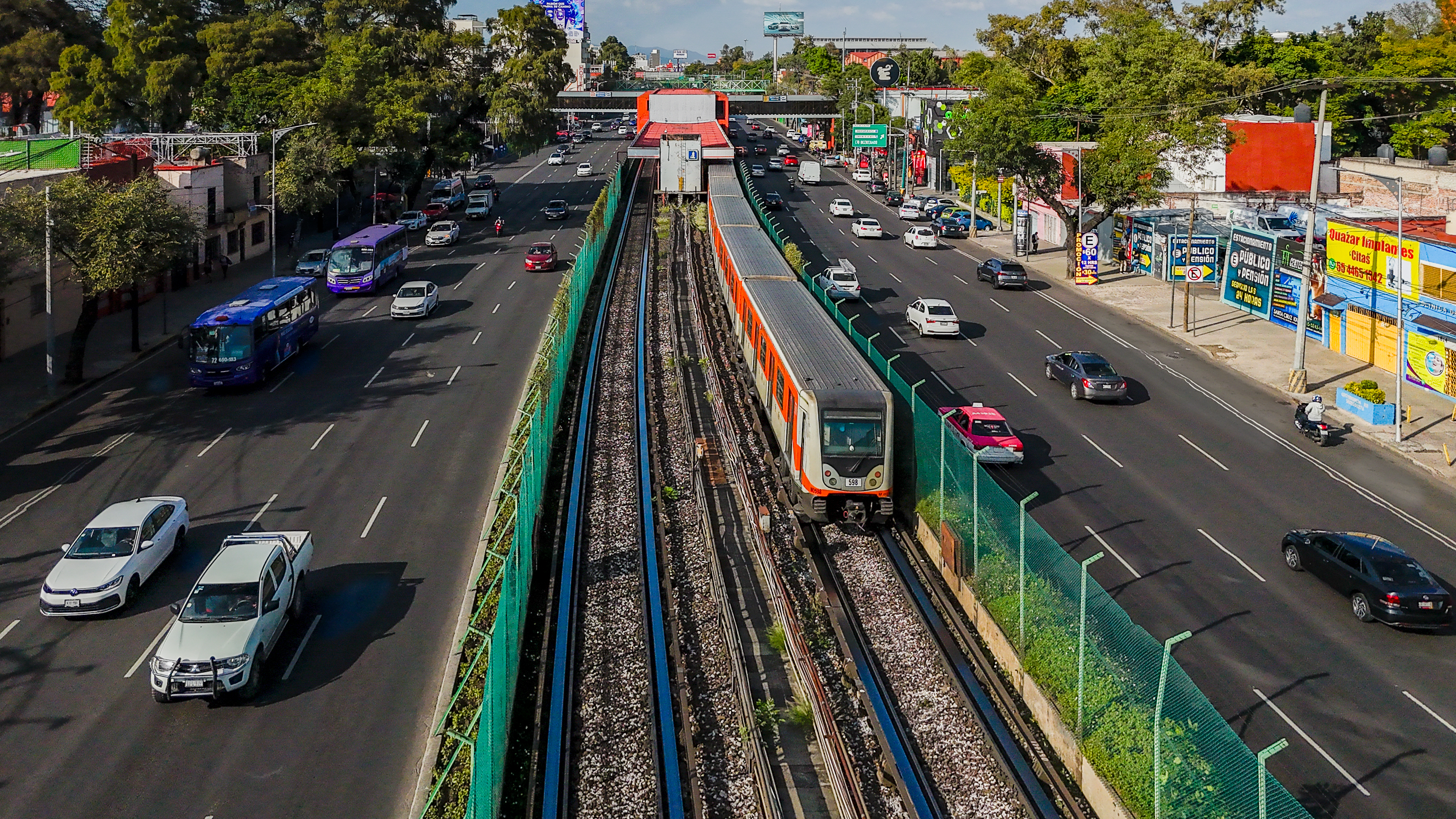
Vlak metra v Cd. México na povrchové trati

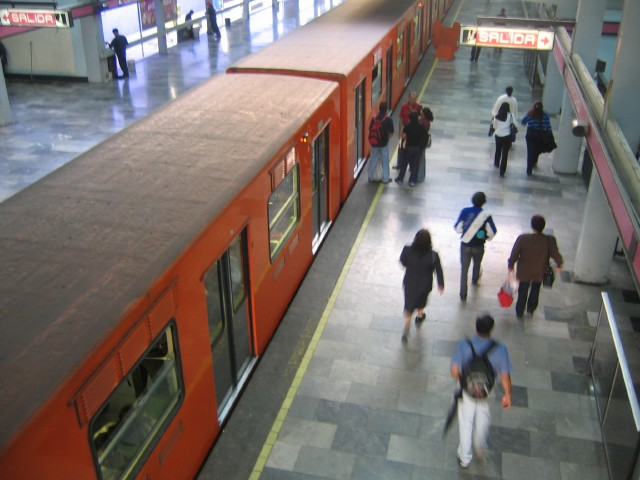
Vlak metra ve stanici

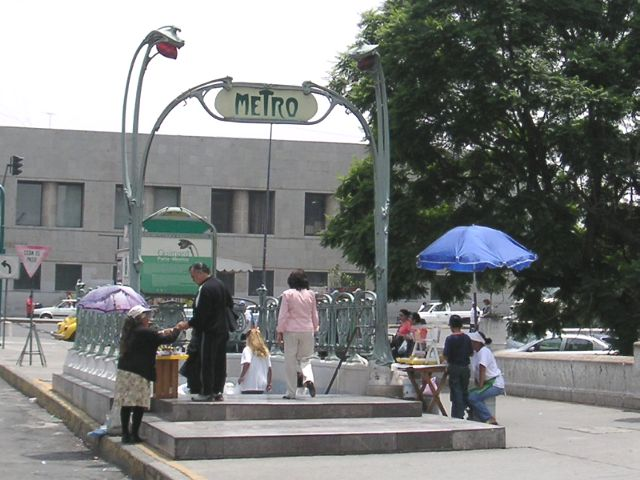
Vchod do metra vybudovaný v pařížském stylu

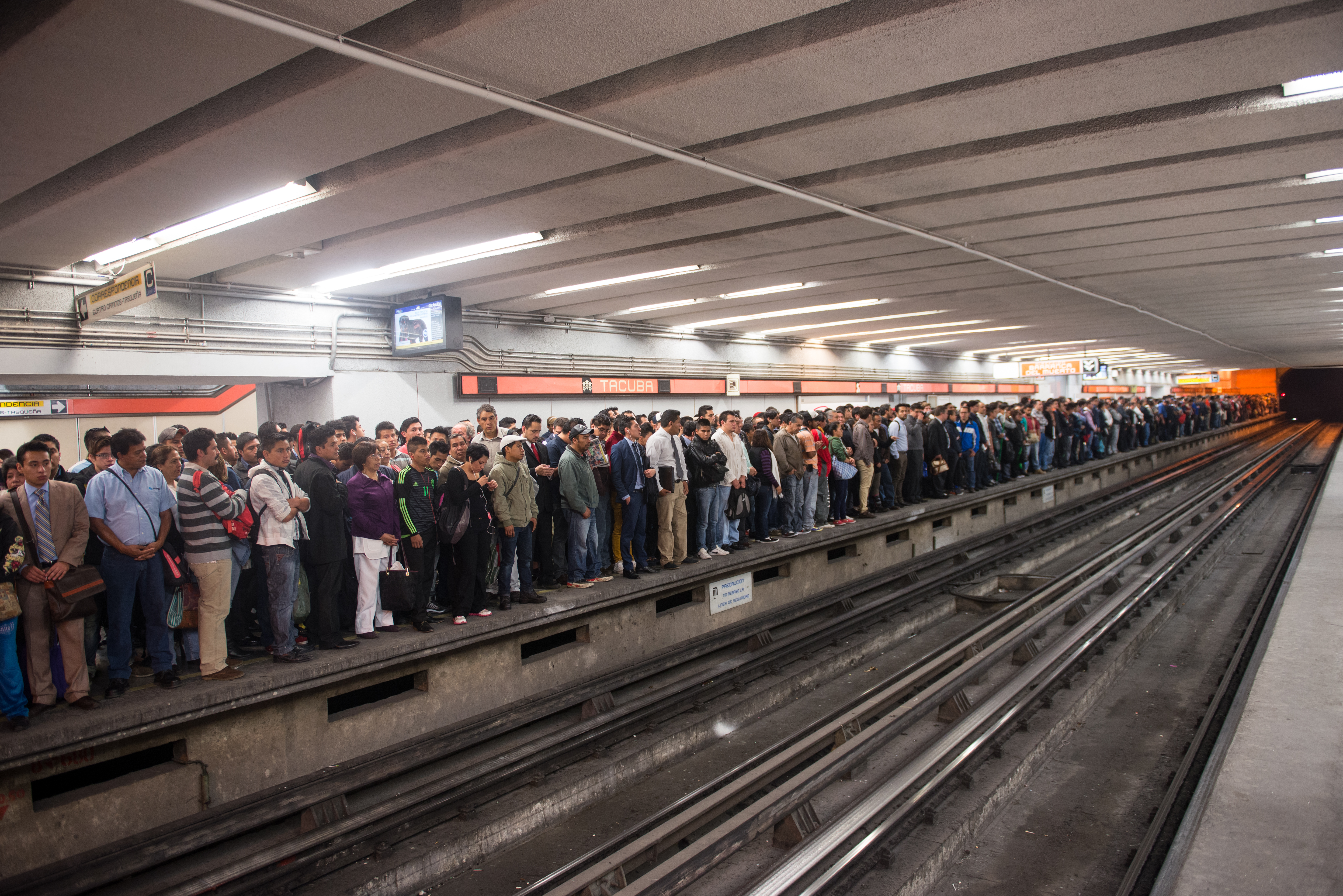
Metro México 2015

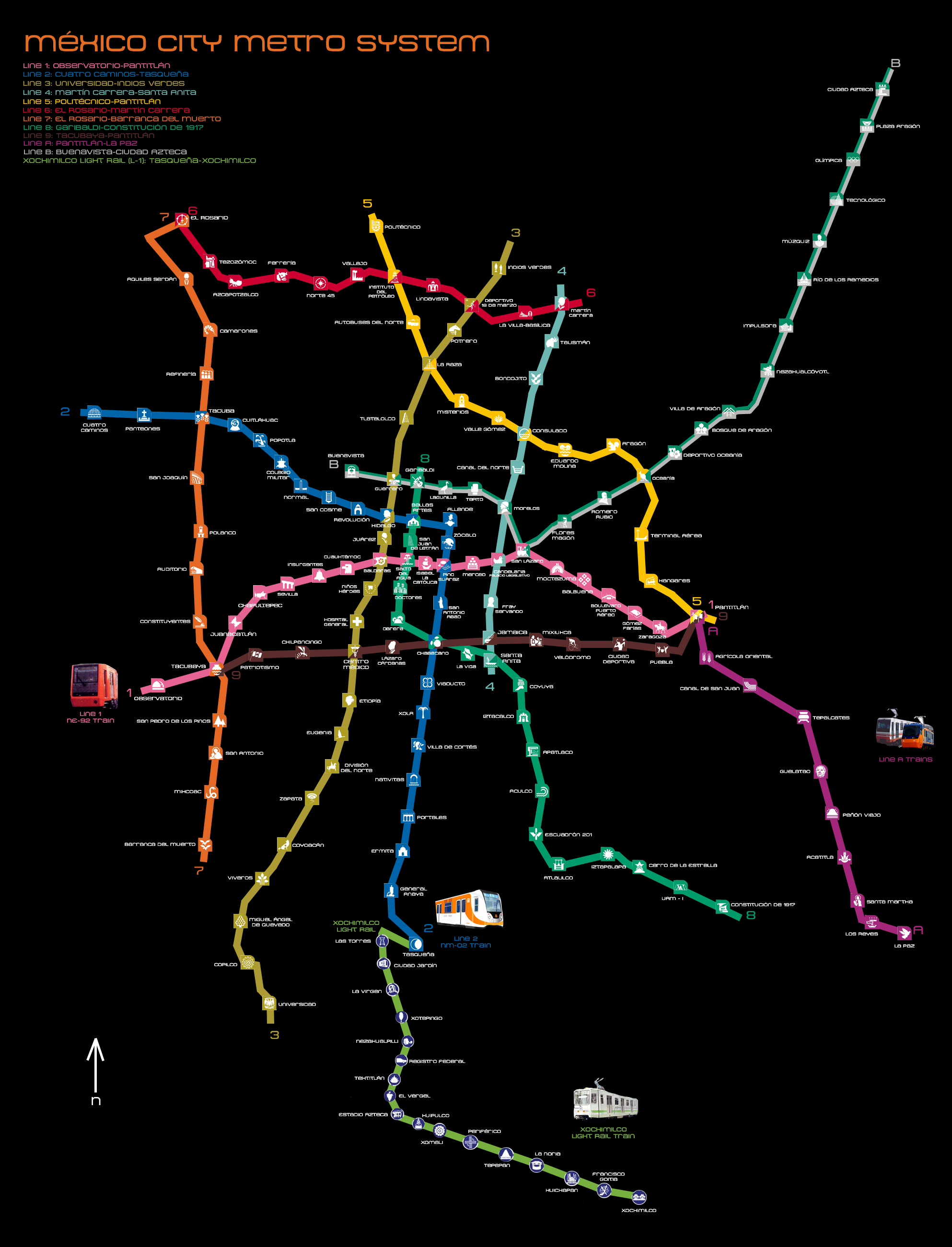
Schéma sítě

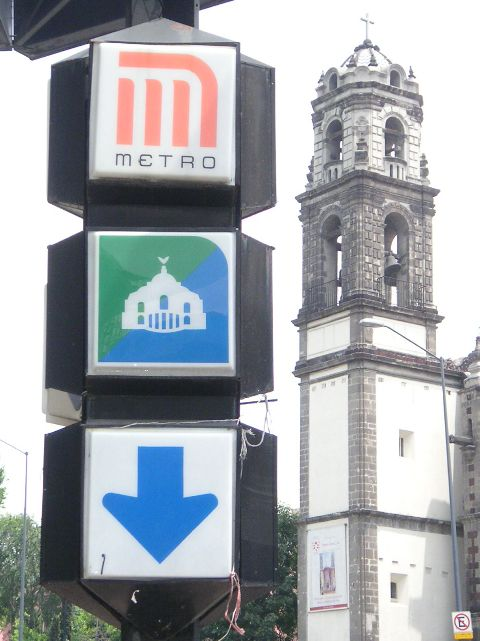
Informační sloupek u každé stanice metra. Zde stanice Bellas Artes

Mexiko jako jedno z největších měst na světě a hlavní město Mexika provozuje rozsáhlou síť podzemní dráhy. Oficiální název systému zní Systém hromadné dopravy (Sistema de Transporte Colectivo) neboli Metro, zkracováno na STC Metro.

## Charakter provozu

### Vytíženost
Na 11 linkách o celkové délce 201,6 km se denně přepraví mezi čtyřmi a pěti miliony cestujícími, což řadí síť ve vytíženosti hned za Moskvu a Tokio.
Nejvíce cestujících bylo přepraveno celkem 1. prosince 1989, a to 5 263 008 osob. Počet cestujících přepravených do roku 1995 se vyšplhal na 1,474 miliardy. Vozový park se skládá z 2,5 tisíce vlaků, ty ročně najezdí více než 35 miliónu kilometrů.
V roce 2022 metro přepravilo 1 057 461 875 cestujících.

### Koncepce
Systém je koncipován podobně jako v jiných městech, nachází se zde ale poměrně mnoho linek tangenciálních směrů. Trasy jsou vedeny ve středu města v podzemí, v okrajových částech jsou pak vedeny po povrchu (každá linka, kromě linky 1 má každá minimálně jeden povrchový úsek; linka 4 je naopak povrchová celá).
Soupravy jsou většinou mexické výroby, některé jsou ale také španělské, francouzské, kanadské a mexicko-čínské. V provozu je sedmnáct typů vlaků, ty nejstarší jsou z roku 1968. Kola všech souprav jsou opatřena pneumatikami, jako je tomu například i v Paříži nebo Santiagu de Chile. Některé vagóny jsou zvlášť vyhrazeny pro ženy a děti, toto rozdělení však není striktně dodržováno.
Systém metra v hlavním městě patří i k těm s nejnižšími sazbami jízdného. Díky podpoře města stojí základní jízdenka jen tři mexická pesa; přestože cena reálných nákladů by byla dvoj- až trojnásobná.

## Historický vývoj
Metro v Ciudad de México se stavělo v několika etapách:

### I. etapa1967–1972
Vytvořeny byly nejstarší úseky pro první tři linky, postaveno 42,4 km tratí a 48 stanic. Na stavbě těchto tras se podílelo několik tisíc specialistů z mnoha oborů a mnoha zemí (například z Francie) a další tisíce dělníků. Výstavba probíhala velmi rychle, některé nalezené archeologické vykopávky byly přímo začleněny do konstrukcí stanic (příkladem je starověký oltář zasvěcený Ehécatl, bohovi větru ve stanici Pino Suaréz). Na obklad stanic byly použity pouze materiály vyskytující se v Mexiku. Skupina architektů se snažila za každou cenu navrhnout systém tak, aby nebyl přeplněný a nepůsobil stísněným dojmem.

### II. etapa1977–1982
O dalších deset let později se síť metra rozrostla o 37,3 km, zprovoznily se linky 4 a 5, prodloužila se navíc i linka 3 oběma směry. Celkem přibylo dalších 32 stanic. Etapa byla zahájena vytvořením několika komisí; nejprve Technické komise pro metro a později roku 1978 Komise pro silniční a městskou dopravu ve federálním distriktu (zkracováno jako COVITUR). Jejím hlavním úkolem bylo celou výstavbu naplánovat a zorganizovat. II. etapa probíhala ve dvou fázích; nejprve se prodloužila linka 3 a později vznikly linky 4 a 5. Zpracovaly se další plány rozvoje sítě metra na další období. Po otevření všech úseků se síť rozrostla téměř dvojnásobně, na délku 79,5 km s 80 stanicemi. Nová linka 4 byla postavena jako nadzemní, na 7,5 m vysokém viaduktu; linka 5 pak jako povrchová s některými podzemními úseky, otevírala se ve třech fázích. (Consulado – Pantitlán 19. prosince 1981, Consulado – La Raza 1. července 1983 a La Raza – Politécnico 30. srpna 1982).

### III. etapa1983–1985
Tato etapa byla mnohem kratší než obě předchozí; prodlužovaly se stávající linky a vznikly i nové (6,7). Počet stanic se zvýšil již na 105. Nové úseky se otevřely na linkách 3 a na lince 1; vznikl i dnešní velmi významný terminál Pantitlán. I linka 2 se rozrostla o nový úsek; je mezi stanicemi Tacuba – Quatro Caminos a byl otevřen 22. srpna 1984. První zcela novou linkou III. etapy byla tangenciálně vedená linka šestá, jejíž 9,3 km dlouhý úsek s šesti stanicemi spojil stanice El Rosario a Instituto del Petróleo, pro veřejnost se zprovoznil k 21. prosinci 1983 a umožnil se tak přestup mezi linkami 5 a 7 v severní části města. Sedmá linka, také tangenciální, byla také v této etapě uvedena do provozu též; vede však na poměry hlavního města velmi kopcovitou krajinou a proto je založena hluboko pod zemí v tunelu. Otevírala se ve třech etapách; první úsek Tacuba - Auditorio veřejnost využívá od 20. prosince roku 1984, další, Auditorio - Tacubaya od 23. srpna 1985 a poslední, Tacubaya - Barranca del Muerto od 19. prosince 1985. Nová linka přidala síti metra 13,1 km tratí s 10 stanicemi.

### IV. etapa1985–1987
Tentokrát vznikla jen jedna nová linka, a to s číslem devět. Byla vybudována ve dvou fázích, ty se obě dokončily úspěšně roku 1987. Prodloužily se také linky č. 6 a 7. První z nových úseků, prodloužení linky 6 o 4,7 km, bylo otevřeno 8. července 1988; nový úsek sedmé linky pak 29. listopadu téhož roku. Linka 9 vznikla jako zcela nová. Vybudovala se ve dvou fázích; v té první se zprovoznil úsek Pantitlán – Centro Medico 27. srpna 1987, o rok později pak přišla i druhá fáze a zprovoznění západní části trasy (Centro Medico – Tacubaya). Nová linka k síti přidala 12 stanic a 15,3 km tratí. Je vedená částečně v podzemí a částečně na viaduktu.

### V. etapa1988–1994
Vznikla první příměstská linka označená písmenem A. Spolu s dalším nově otevřenými úseky (linka 8) přibylo dalších 37 km tratí a 29 stanic. Výstavba linky A pátou etapu budování metra v podstatě zahájila. Vznikla první linka, vedoucí za hranice samotného města do státu México, navíc konstruovaná na klasické vlaky bez pneumatik a s pantografem. Otevření jejího prvního úseku s délkou 17 km proběhlo 12. srpna 1991. Vytvořena byla i osmá linka, její výstavba však byla mnohem náročnější než u té předchozí. Její trasa vede přímo pod historickým jádrem a při výstavbě bylo velmi náročné ji postavit tak, aby nedošlo k poničení významných památek. Osmá linka podchází i náměstí Plaza de la Constitutión, největší a nejdůležitější ve městě.

### VI. etapa1994–2000
Federální distrikt města Cd. México se pomocí poslední otevřené příměstské linky B spojil s okolními městy Nezahualcóyotl (Nezahualcóyotl) a Ecatepec de Morelos. Nová trasa byla dlouhá 23,7 km. První studie a projekty této linky se objevily kolem roku 1993. Výstavba začala 29. října 1994, první úsek v rozsahu Villa de Aragón – Buenavista se zprovoznil 15. prosince 1999, druhý mezi stanicemi Nezahualcoyótl a Cudad Azteca pak k 30. listopadu 2000. Celá má být dokončena v druhé polovině prvního desetiletí 21. století. Linka je navržená k přepravě 600 000 cestujících denně.

### VII. etapa2012
Trasa číslo 12 byla otevřena 30. října 2012. Má celkově 20 stanic a nachází se jižním směrem od centra města Mexiko ve směru východ-západ. Celková délka tratě je 24,5 km, z toho 20,3 km slouží pro osobní přapravu a zbytek pro posun. Je druhou nejdelší linkou ve městě Mexiko. V roce 2021 byla linka uzavřena z důvodu zřícení se nosníku mezi stanicemi Tezonco a Olivos. Dne 15. ledna 2023 byl znovu otevřen úsek Mixcoac-Atlalilco. Na této lince je ve výstavbě prodloužení metra západním směrem ze stanice Mixcoac do stanice Observatorio. Celkem zde budou 3 nové stanice.

## Stanice
Veřejnosti slouží dohromady 195 stanic, z nichž 115 je podzemních (nejhlubší 35 m pod povrchem), 54 povrchových a 26 nadzemních. 24 stanic je přestupních. Nejvýznamnější stanicí v celém systému je Pantitlán; přestupní stanice která je největší ve městě a jedna z největších i ve světě, kříží se zde čtyři linky metra a spoustu dalších návazných linek autobusů.
Hlavní zvláštností metra v Ciudad de México jsou symboly stanic; každá stanice metra má vlastní znak. Důvodem je usnadnění orientace v metru pro cestující se špatnou schopností čtení nebo částečnou negramotností. Symboly vždy představují to, co se poblíž stanice nachází, jsou provedeny bílou barvou na barevném podkladě; barva je pak stanovena podle linky. U přestupních stanic je použito barev více.

## Linkové vedení
Současná síť metra má devět klasických linek, které jsou značené různými barvami a potom dvě linky příměstské (A a B). Linka A je jako jediná konstruována s klasickými železničními kolejemi a elektřinu odebírá z pantografu (na rozdíl od ostatních linek, kde se používá přívodní kolejnice).
| Linka | Konečné stanice                  | Délka     |
| ----- | -------------------------------- | --------- |
|       | Observatorio – Pantitlán         | 18,828 km |
|       | Cuatro Caminos – Tasqueña        | 23,431 km |
|       | Indios Verdes – Universidad      | 23,609 km |
|       | Santa Anita – Martín Carrera     | 10,747 km |
|       | Politécnico – Pantitlán          | 15,675 km |
|       | El Rosario – Martín Carrera      | 13,947 km |
|       | El Rosario – Barranca del Muerto | 18,784 km |
|       | Garibaldi – Constitución de 1917 | 20,078 km |
|       | Tacubaya – Pantitlán             | 15,375 km |
|       | Pantitlán – La Paz               | 14,893 km |
|       | Buenavista – Ciudad Azteca       | 23,722 km |
|       | Mixcoac – Tláhuac                | 12,660 km |